# Nabil Baha
Nabil Baha (Remiremont, 12 agosto 1981) è un ex calciatore marocchino, di ruolo attaccante.